# Елизабет Мос
Елизабет Сингълтън Мос (на английски: Elisabeth Singleton Moss) е американска и британска актриса.

## Биография
Родена е в САЩ, но освен американско гражданство има също и британско поданство. По религия е сциентоложка. Определя се като феминистка.
Известна е с ролите си на Зои Бартлет, най-малката дъщеря на президента в сериала „Западното крило“ по NBC, Пеги Олсън в сериала „Луди мъже“ (която ѝ носи 6 номинации за наградата „Еми“ и номинация за „Златен глобус“) и Офред в сериала на Hulu „Разказът на прислужницата“.

## Избрана филмография
| Година      | Филм                                            | Оригинално заглавие                                    | Роля               | Бележки                         |  |
| ----------- | ----------------------------------------------- | ------------------------------------------------------ | ------------------ | ------------------------------- |  |
| 1999        | Луди години                                     | Girl, Interrupted                                      | Поли Кларк         |                                 |  |
| 1999 – 2006 | Западното крило                                 | The West Wing                                          | Зоуи Бартлет       | Американски телевизионен сериал |  |
| 2007 – 2015 | Луди мъже                                       | Mad Men                                                | Пеги Олсън         | Американски телевизионен сериал |  |
| 2009        | Къде покриха Морган?                            | Did You Hear About the Morgans?                        | Джаки Дрейк        |                                 |  |
| 2010        | Секс, наркотици и Лас Вегас                     | Get Him to the Greek                                   | Дафни Бинкс        |                                 |  |
| 2017        | Квадратът                                       | The Square                                             | Ан                 |                                 |  |
| 2017        | Разказът на прислужницата                       | The Handmaid's Tale                                    | Джуун Озборн/Офред | Американски телевизионен сериал |  |
| 2021        | Френският бюлетин на Либърти, Канзас Ивнинг Сън | The French Dispatch of the Liberty, Kansas Evening Sun | Алюмна             |                                 |  |